# 1702 у літературі

## Книги
- «Як найшвидше розправитися з дисентерами» (англ. «The Shortest Way with the Dissenters») — памфлет анонімно виданий Данієлем Дефо.

### Поезія
- «Вузька дорога на північ» (おくのほそ道 Oku no Hosomichi) — посмертне видання ліричного щоденника Мацуо Басьо написаного прозою та віршем.

## Народились
- 26 червня — Філіп Додрідж, англійський громадський діяч, нонконформіст, автор релігійних гімнів.

## Померли
- 27 травня — Домінік Буур, французький літературний критик.